# Abraham Capadose
Abraham Capadose (Amsterdam, 22 augustus 1795 – Den Haag, 16 december 1874) was een tot het christendom bekeerde Sefardische jood, calvinistisch schrijver en arts die behoorde tot het Réveil. Capadose was van Portugees-Joodse komaf en kwam uit een vooraanstaande familie. Na aan de Universiteit Leiden medicijnen gestudeerd te hebben vestigde hij zich als arts in Amsterdam. In Leiden kwam hij in aanraking met Willem Bilderdijk en volgde geschiedenislessen van hem. Hij bestudeerde samen met Isaäc da Costa de Bijbel en bekeerde zich samen met zijn vrouw en Da Costa in 1822. Capadose behoorde tot de kring van het Réveil, net als  Bilderdijk. Hij was sterk gekant tegen democratie en als arts een fel tegenstander van inentingen tegen de pokken. In 1866 verliet hij de Nederlandse Hervormde Kerk, die in zijn ogen nog niet strikt genoeg was. Hij sloot zich niet meer aan bij een ander kerkgenootschap.

## Capadose en de vaccinatie
Het was in 1823, het jaar dat Da Costa zijn 'Bezwaren tegen de geest der eeuw' publiceerde, dat Capadose zijn 'Bestrijding der Vaccine' op de markt bracht. In 1818 werd de inenting van Edward Jenner verplicht op de volksscholen. Het waren vooral Joodse artsen die de vaccinatie bevorderden. Ook Capadose was er eerst voor, maar na zijn bekering tot het christendom veranderde dat. Hij begon te strijden tegen deze 'kunstbewerking', onder het motto: 'Die gezond zijn, hebben de medicijnmeester niet van node, maar die ziek zijn' (Lucas 5:31-32). Het was in zijn ogen bezwaarlijk dat een gezond kind ziek werd gemaakt. Hij zag daar verval van vroomheid in. 'Trotsheid deed in de ontdekking der vaccine een schild zien, waarmede de schuldige mensch zich meende te kunnen beveiligen tegen de slagen van Gods tuchtroede'. Bilderdijks opvattingen zijn hier terug te vinden. Hoewel deze er nooit over geschreven heeft, was hij van mening dat de vaccinatie een onbetrouwbaar product was van de tijdgeest. Scherp laakte Capadose de dwangmaatregelen waarmee de pokkenvaccinatie gepaard ging.

## Kritiek
Capadose kreeg veel kritiek. Zo schreef iemand dat hij een 'adept van de Bilderdijksche secte' was. 'Vader Bilderdijk en de twee profeten die van hem uitgegaan zijn, de Doctors Da Costa en Capadose'. Vooral de Haagse arts C.G. Ontijd verdedigde de vaccinatie: 'Ja, de Vaccine is uit God en de onsterfelijke Jenner is slechts een werktuig in Gods hand geweest'. Capadose zei daarop: 'Het lijdt geen twijfel of zulk een geschrift is niet uit God, maar uit den Bozen, en de daarin doorstralende geest is kennelijk uit den vader den duivel.' Zijn provocerende toon lokte veel negatieve reacties uit. Toen hij zelf ziek was, wist hij maar een medicus te bewegen hem te bezoeken. Binnen zes jaar schreef Capadose zeven boekjes over de vaccinatie. Hij zei zich gesterkt te voelen door de steun van eenvoudige godvrezenden. Hij raadde aan Psalm 19 te lezen om de verleiding van vaccinatie tegen te gaan. Da Costa, Willem de Clercq en Hendrik Scholte en Capadose hebben allen geworsteld met het vaccinatieprobleem. Dirk van Hogendorp was het onvoorwaardelijk met hem eens. De Clercq verkeerde in tweestrijd.  Binnen de Réveilkring trad later een kentering op, vooral bij Da Costa. Bilderdijk bleef het met Capadose eens.
Capadose kwam als lid van de kring in Amsterdam in contact met H.F. Kohlbrugge, maar ook met Scholte. Hij raakte ook in een kerkelijke strijd betrokken, toen de tot ouderling benoemde Hermanus Brasz zei op een vraag van Capadose over het bevestigingsformulier dat hij wel vaker ja moest zeggen zonder het te menen. Brasz noemde vervolgens de Dordtse Leerregels ‘een gruwelijke leer en eene zotheid’. Capadose bracht bezwaar in bij de Haagse kerkenraad. De uitspraak was als volgt: ‘Het was zeer onvoorzichtig geweest zich in een vertrouwelijk gesprek in te laten met iemand, die, gelijk de beklaagde zegt, bekendstond als een woelziek en scheurziek man, die een verwaand betweter is, en het gehele menselijk met zijn vals vernuft wil regeren’. Deze beledigende uitspraak voor Capadose zorgde er echter wel voor dat de benoeming tot ouderling ongedaan werd verklaard, een wonderlijke uitspraak dus. Het was een zaak van gebed geweest voor Capadose. ‘Ik kan u verklaren, meer gebeden dan gegeten te hebben’. De verongelijkte Capadose deed zijn beklag bij Dirk van Hogendorp over de slapheid, het laodicisme (oftewel lauwheid) en de mensenvrees die hij overal tegenkwam.

## Huwelijk
Bilderdijk schaarde zich opnieuw achter Capadose. Da Costa nam het hem echter kwalijk, dat hij zo openlijk kritiek had uitgeoefend op de kerk en vond zijn kerkelijke standpunt te eng. Hun relatie verkoelde wel tijdelijk, maar dit leidde nooit tot vervreemding, omdat de vriendschap geheiligd was door de band des geloofs. Capadose trouwde met Adriana van der Houven. Haar vader moest beslissen of het wel of niet mocht, en kreeg talloze adviezen, onder andere van de plaatselijke predikant. Hoewel Capadose een hoge maatschappelijke positie had, stond hij toch bekend als een leerling van Bilderdijk, dus als verdacht.

## Conventikels in Scherpenzeel
Door zijn slechte gezondheid moest hij zijn medische praktijk neerleggen. Hij week uit naar Scherpenzeel. Hier was de omgang met de vromen zo intensief dat hij godsdienstige conventikels met hen in zijn ruime woning ging houden, op maandagavond. Als ambteloos burger wilde Capadose op deze manier zijn tijd nuttig besteden. Soms waren er predikanten aanwezig, zoals Callenbach. Met de plaatselijke predikant stond hij op gespannen voet. Da Costa kwam Capadose maar één keer opzoeken in Scherpenzeel. Twee jaar bleef hij daar, totdat eenzaamheid hen noopte om naar Den Haag te vertrekken. Zijn aanvraag om een lidmaat-attestatie vormde aanleiding om zijn gedrag nog eens goed aan het licht te houden, een onderzoek waarvan de uitslag door in de oorlog verloren gegane archieven onbekend is gebleven. Meerdere personen waren niet gerust op Capadoses komst. Zo had Willem de Clercq ‘duizend zwarigheden’, maar voegde eraan toe dat ‘de kerk in Den Haag weleens een kleine schudding nodig’ had. Ook mevrouw Groen van Prinsterer toonde zich wat huiverig maar haar slotsom was: ‘Intusschen wensch ik hierin ook meer en meer vernieuwd te worden en lief te hebben, die Jezus liefhebben’.

## Den Haag
In de Hofstad kwam hij in aanraking met veel prominente figuren binnen de Reveilkring, in binnen- en buitenland. Hij ontplooide activiteiten op veel terreinen. Zo was hij, naar Engels voorbeeld, de grondlegger van de Nederlandse zondagsschool (1836). Ook hield hij zich, in tegenstelling tot Da Costa, bezig met de evangelisatie onder Joden. Capadose was ook de oprichter van de Nederlandse afdeling van de Evangelische Alliantie, een beweging die streefde naar vereniging van christelijke belijders om het protestantse bewustzijn te versterken. Dit in reactie op het ultramontanisme, de toenemende invloed van Rome. Door de uitzending van evangelisten, door middel van Bijbellezingen, huisbezoeken, straatprediking en traktaatverspreiding ontwikkelde de vereniging zich tot een orgaan van inwendige zending. Toen hij in Edinburgh was, trof het hem pijnlijk dat er wel een monument voor David Hume stond, maar niet voor John Knox.

## Buitenkerkelijk
Capadose sympathiseerde met de afgescheidenen, maar keurde de Afscheiding van 1834 nog niet goed. Hij was ook medeondertekenaar van het Adres van de ‘Zeven Haagsche Heeren’ in 1842. In de Nederlands Hervormde Kerk voelde hij zich steeds minder thuis. In 1866 onttrok hij zich na langdurig verzet diep teleurgesteld aan deze kerk en gaf in een open brief Of scheiden óf scheiding hiervan rekenschap. ‘Bij een cadaver kan ik niet langer wonen’. Hij werd evenals Bilderdijk buitenkerkelijk. Om gezondheidsredenen verkeerde Capadose een tijdje in Zwitserland, waar hij in aanraking kwam met César Malan, een voorman van het Zwitserse Réveil. Het Alpenklimaat was goed voor hem, maar zijn vrouw werd ernstig ziek en stierf. Hij bleef als weduwnaar met drie kinderen achter. Tijdens zijn verblijf in Zwitserland schreef Capadose op aandrang van Zwitserse vrienden zijn bekeringsgeschiedenis met de titel: Conversions du Dr. A. Capadose. Dit boekje werd spoedig in zestig talen vertaald en verspreid. Het maakte Capadoses naam bekend tot ver buiten de grenzen. Naar de voorbeelden van de zondagsscholen in Zwitserland zette Capadose in 1836 de eerste Nederlandse zondagsschool op.

## Bewondering voor Bilderdijk
Zijn tweede huwelijk werd in de Waalse kerk van Den Haag bevestigd. Capadose schreef nog een omvangrijk theologisch werk tegen de opkomende schriftkritiek: Jehova-Jesus of de wolke der getuigen. Bij Bilderdijks begrafenis was Capadose aanwezig. Hij was in de laatste jaren van Bilderdijk steeds meer onder de indruk gekomen van zijn persoon. Capadose is ondanks zijn slechte gezondheid 80 jaar geworden. Bij de begrafenis werd het lied ‘Amen! Jezus Christus, amen!’ gezongen. 'Capadose had noch Da Costa’s gaven, noch zijn roem, maar voor het minst evenveel invloed en, bedriegt mijn geheugen mij niet, dieper vat op menschenharten’, aldus Allard Pierson.

## Werken
- Aan Mijne Geloofsgenooten in de Ned. Hebr. Gem, Den Haag, 1843
- Overdenkingen over Israëls Roeping en Toekomst, Amsterdam, 1843
- Rome en Jerusalem, Utrecht, 1851.